# Alexander Rausch
Alexander Rausch (* 20. März 1971 in Wien) ist ein österreichischer Musikwissenschaftler.

## Leben
Rausch studierte von 1989 bis 1996 Musikwissenschaft und Romanistik an der Universität Wien. 1994 absolvierte er ein Erasmus-Auslandssemester an der Bayerischen Akademie der Wissenschaften in München. Von 1995 bis 2000 war er im Rahmen zweier FWF-Projekte zu den musiktheoretischen Quellen des Mittelalters in Österreich tätig. 1997 wurde er bei Walter Pass mit einer Arbeit über „Die Musiktraktate des Abtes Bern von Reichenau“ an der Universität Wien promoviert.
Seit 2003 arbeitet er an der Abteilung Musikwissenschaft des Instituts für kunst- und musikhistorische Forschungen der Österreichischen Akademie der Wissenschaften in Wien. Von 2003 bis 2006 wirkte er am Oesterreichischen Musiklexikon mit. Von 2007 bis 2015 war er in das Projekt „Musik – Identität – Raum“ eingebunden. Von 2008 bis 2015 war er wissenschaftlicher Leiter zweier FWF-Projekte über Mittelalterliche Musikhandschriften in der Österreichischen Nationalbibliothek in Wien. 2015 übernahm er die Leitung der ÖAW-Arbeitsgruppe „Gesamtausgaben, Editionen und Quellendokumentation“.
Seine Forschungsschwerpunkte sind die Musik des Mittelalters, die frühneuzeitliche musikalische Repräsentation und der Komponist und Musiktheoretiker Johann Joseph Fux. Er ist Mitglied der Gesellschaft für Musikforschung, der Österreichischen Gesellschaft für Musikwissenschaft, des Anton Bruckner Instituts Linz, der Internationalen Gustav Mahler Gesellschaft und der Gesellschaft für Bayerische Musikgeschichte.

## Publikationen (Auswahl)
- Opusculum de musica ex traditione Iohannis Hollandrini. Institute Of Mediaeval Music, Ottawa 1997, ISBN 1-896926-00-2 (= Musical Theorists in Translation. Vol. 15).
- Die Musiktraktate des Abtes Bern von Reichenau: Edition und Interpretation. Schneider, Tutzing 1999, ISBN 3-7952-0989-7 (= Musica mediaevalis Europae occidentalis. Bd. 5).
- Das spätmittelalterliche Choraltraktat aus der Kartause Gaming (Niederösterreich): Einführung und Edition. Schneider, Tutzing 2008, ISBN 978-3-7952-1258-2 (= Musica mediaevalis Europae occidentalis. Bd. 9).
- Mitarbeit: Robert Klugseder: Ausgewählte mittelalterliche Musikfragmente der Österreichischen Nationalbibliothek Wien. Hollinek, Purkersdorf 2011 (= Codices manuscripti. Supplementum 5)
- Hg. mit Björn R. Tammen: Musikalische Repertoires in Zentraleuropa (1420–1450): Prozesse & Praktiken. Böhlau, Wien u. a. 2014, ISBN 978-3-205-79562-9 (= Wiener musikwissenschaftliche Beiträge. Bd. 26).
- Giunone placata Fux WV II.2.19 (K 316): Johann Joseph Fux – Dramatische Werke. Hg. durch das Institut für kunst- und musikhistorische Forschungen an der ÖAW, Hollitzer Wissenschaftsverlag, Wien 2018, ISBN 978-3-99012-474-1.